# جون ريد اورين
جون ريد اورين (بالإنجليزية: John Oren Reed)‏ (و. 1856 – 1916 م) هو فيزيائي 
توفي عن عمر يناهز 60 عاماً.

## التعليم
تعلم في جامعة هارفارد، وجامعة ميشيغان